# Котлярова, Дарья Павловна
Дарья Павловна Котлярова (род. 27 ноября 1980 год, Москва, СССР) — российская художница. Член Московского Союза художников. В 2009—2010 годах стипендиат Министерства культуры РФ. Неоднократная участница и лауреатка всероссийских и международных художественных выставок и конкурсов.

## Биография
Дарья Котлярова родилась 27 ноября 1980 года в Москве.

### Образование
В 1990—1991 годах занималась в художественной студии «Старт» у А. Н. Ермолаева.
В 1993—1998 годах училась в Московском академическом лицее Российской Академии художеств у А. В. Баранова, В. И. Борисова, А. В. Дронова.
В 1999—2005 годах училась на факультете станковой живописи в Московском государственном художественном институте им В. И. Сурикова у П. Ф. Никонова.

### Деятельность
В 2006 году вступила в Московский Союз художников.
В 2005—2007 годах участвовала в работе по росписи интерьеров Собора Преображения Христова в Загребе (под руководством Николая Александровича Мухина) и Храма Святого Праведного Иоанна Русского в Москве (под руководством Александра Николаевича Царенкова).
C 2008 года ведёт творческую мастерскую живописи в Государственной Третьяковской галерее на Крымском Валу.

### Стажировка
В 2009 году участвовала в программе художественного пленэра в Орвието, Италия.
В 2010 году по направлению Московского Союза художников проходила стажировку в международном центре искусства Cité internationale des arts, Париж, Франция.

### Семья
- Дед — Лев Серафимович Котляров (1925—2007) — заслуженный художник РСФСР, лауреат Государственной премии СССР.
- Отец — Павел Львович Котляров (1955—2005) — художник в жанре станковой картины.
- Мать — Наталия Александровна Александрова (1952) — искусствовед, член-корреспондент РАХ, заведующая отделом живописи второй половины XX века ГТГ.

## Награды
- 2005 г. — Первая премия, диплом и поездка в Италию на II Всероссийском конкурсе молодых художников имени Павла Михайловича Третьякова за триптих «Завод „Серп имолот“»[2].
- 2007 г. — награждена медалью Московского союза художников.
- 2014 г. — Серебряная медаль Российской академии художеств за отделение скульптуры[3].

## Работы находятся в собраниях
- Музей Русского Искусства «TMORA», Миннеаполис, США.
- Калужский музей изобразительных искусств, Калуга, Россия.

## Выставки
- 2001 г. — молодых художников, Коломна.
- 2002 г. — молодёжная, Кузнецкий мост, Москва.
- 2003 г. — молодёжная, Кузнецкий мост, Москва.
- 2004 г. — всероссийская «Школа Дионисия — 2004», диплом, Ферапонтово.
- 2005 г. — всероссийский конкурс молодых художников им. П. М. Третьякова, Инженерный корпус, Государственная Третьяковская галере, Москвая[2].
- 2006 г. — членов МСХ «Перспектива», ЦДХ, Москва.
- 2006 г. — молодёжная, Кузнецкий мост, Москва.
- 2007 г. — всероссийская молодых художников, ЦДХ, Москва.
- 2007 г. — молодёжная (29-я), медаль МСХ, Кузнецкий мост, Москва.
- 2007 г. — молодых художников в Хохловском пер., Москва.
- 2007 г. — «Москва — художники — Москва» к 75-летию Московского союза художников, Манеж, Москва.
- 2008 г. — «Свобода выбора», Музей Революции, Москва.
- 2008 г. — «I Московская Международная Биеннале молодого искусства „СТОЙ! КТО ИДЕТ?“», специальный проект государственной Третьяковской галереи «Контекст» (куратор и участница), ГТГ, Москва[4].
- 2008 г. — «Москва глазами молодых», диплом участника и лауреата, ЦДХ, Москва.
- 2009 г. — Юбилейная выставка «Молодые художники Москвы 30», ГВЗ Новый Манеж, Москва.
- 2009 г. — «Москва и Кострома в жизни семьи Третьяковых», Костромской художественный музей, Кострома[5][6].
- 2010 г. — «Мир живописи», Центральный дом художника, Москва.
- 2010 г. — «Российские художники» в Международном центре Сite Internationale des Arts, Москва.
- 2011 г. — «Диалог. Павел Никонов и Молодые художники», Российская Академия Художеств, Москва.
- 2011 г. — «Много — Много», Галерея на Вспольном, Москва.
- 2012 г. — «Преодоление пространства», Московский Дом художника, Москва[7][8].
- 2014 г. — XVII Московский Международный художественный салон «ЦДХ-2014. Связь времён», проект «Отцы и Дети», ЦДХ, Москва.
- 2014 г. — Персональная выставка, ГФС РФ, Москва.
- 2015 г. — Благотворительная выставка «Я не смогу», Центр современного искусства «Винзавод», Москва[9].
- 2016 г. — XIX Московский международный художественный салон «ЦДХ-2016. Образ Времени», проект «Абстрактные образы переживаний», ЦДХ, Москва[10][11].